# ایبوکی فوجیتا
ایبوکی فوجیتا (انگلیسی: Ibuki Fujita؛ زادهٔ ۳۰ ژانویهٔ ۱۹۹۱) بازیکن فوتبال اهل ژاپن است.